# Kamalnagar, Aurad
Kamalnagar là một làng thuộc tehsil Aurad, huyện Bidar, bang Karnataka, Ấn Độ.